# 臺北市步道列表

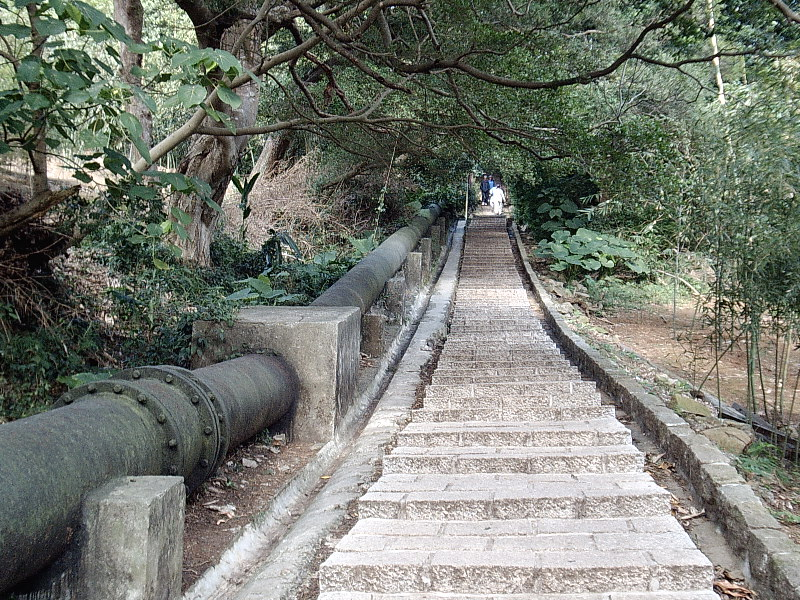
水管路步道

臺北市步道列表列出中華民國臺灣臺北市的山區步道，包括臺北市政府與陽明山國家公園所管轄之臺北市山區步道，部分步道位於臺北市與外縣市交界地帶，跨越新北市與基隆市。
條目中先列出大屯山系、七星山系、五指山系、南港山系、二格山系等臺北市五大山系所屬步道，再列出長距離的跨步道系統。

## 大屯山系步道
大屯山系步道主要包括大屯山步道、中正山親山步道（以上位於陽明山國家公園範圍內）、關渡親山步道、忠義山親山步道、貴子坑親山步道、軍艦岩親山步道等：
- 大屯山步道（大屯主峰·連峰步道[2]）：鞍部登山口—大屯山（主峰）—大屯南峰—大屯西峰—面天坪—清天宮登山口。

- 中正山步道群：
  - 郵政訓練所步道：郵政訓練所—登山路
  - 法雨寺步道：法雨寺—登山路
  - 登泉步道：登山路—泉源路
  - 中正山嶺頭步道：嶺頭—中正山

- 忠義山步道：
  - 忠義山步道：忠義山—北投行天宮
  - 楓丹白露步道：楓丹白露社區—忠義山

- 貴子坑步道：
  - 貴子坑步道：露營場—拓印亭
  - 下菁礐步道：露營場—拓印亭—復興三路

- 軍艦岩步道群：
  - 丹鳳山步道：北投中和禪寺—丹鳳山—照明寺
  - 照明寺步道：照明寺—軍艦岩
  - 軍艦岩步道：軍艦岩—陽明大學
  - 榮總古道：軍艦岩—榮總

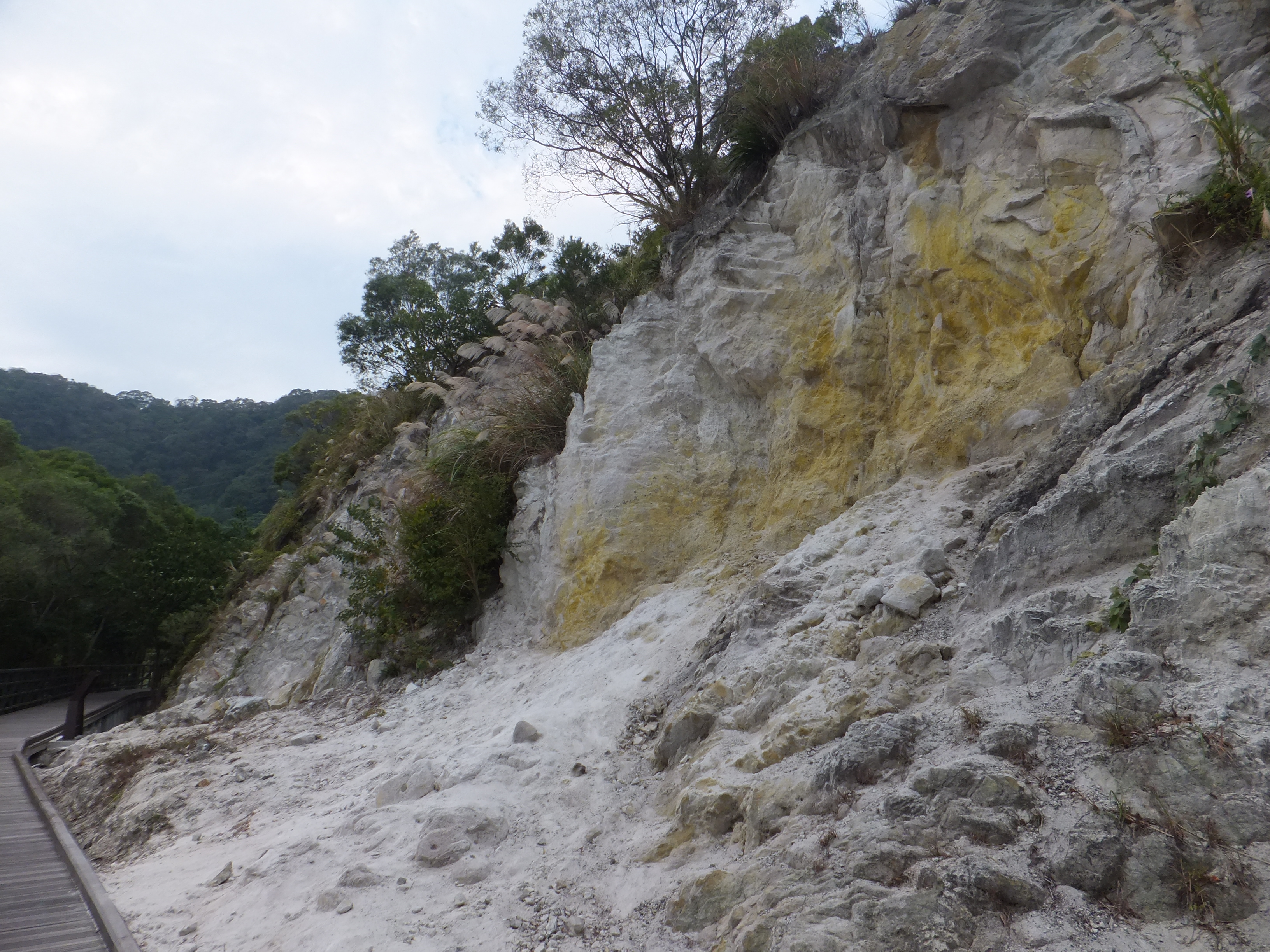
貴子坑步道旁的石壁

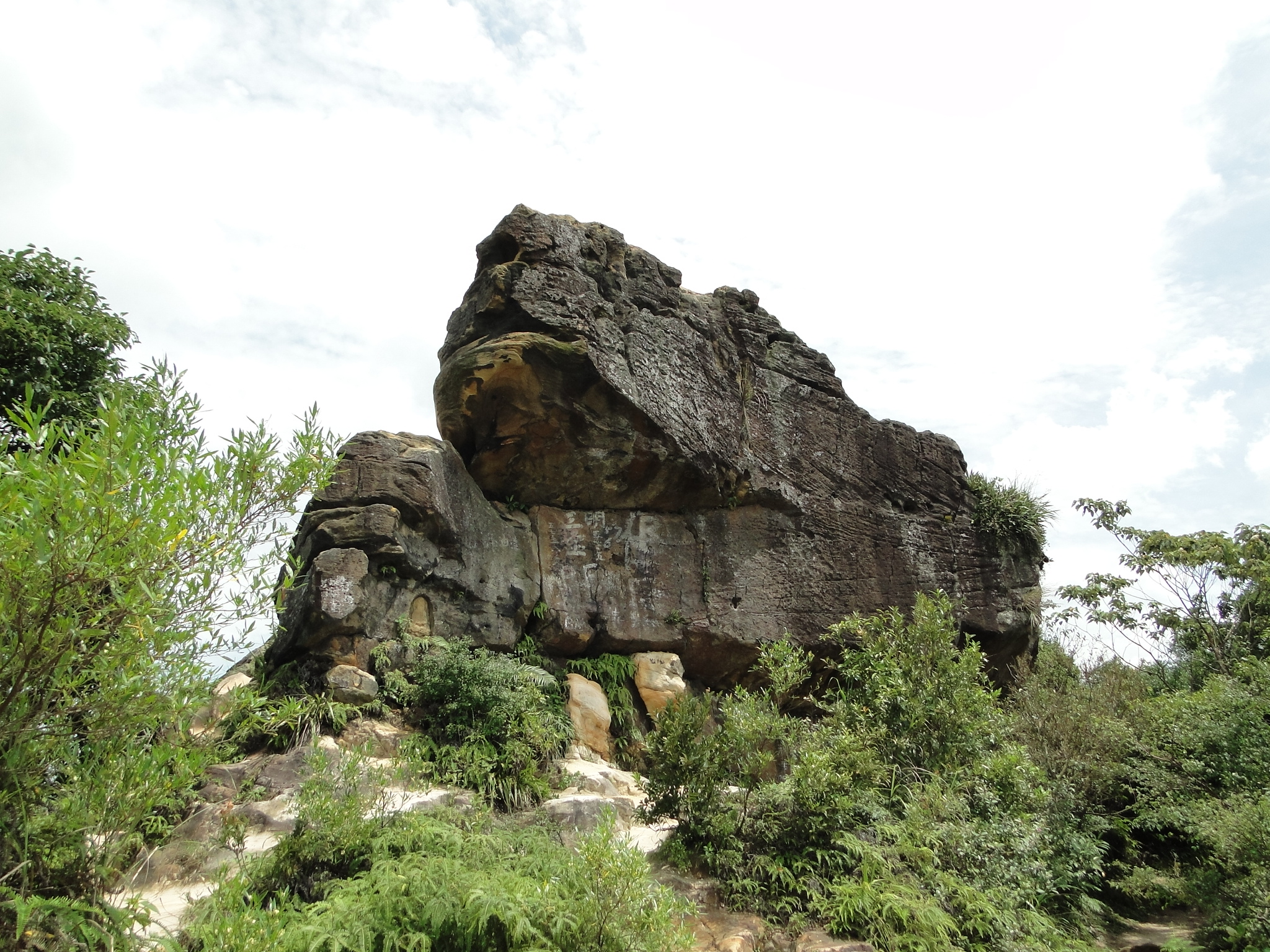
軍艦岩步道與後方的軍艦岩

  - 奇岩山、唭哩岸山稜線：東華公園—奇岩公園—奇岩山—唭哩岸山—軍艦岩

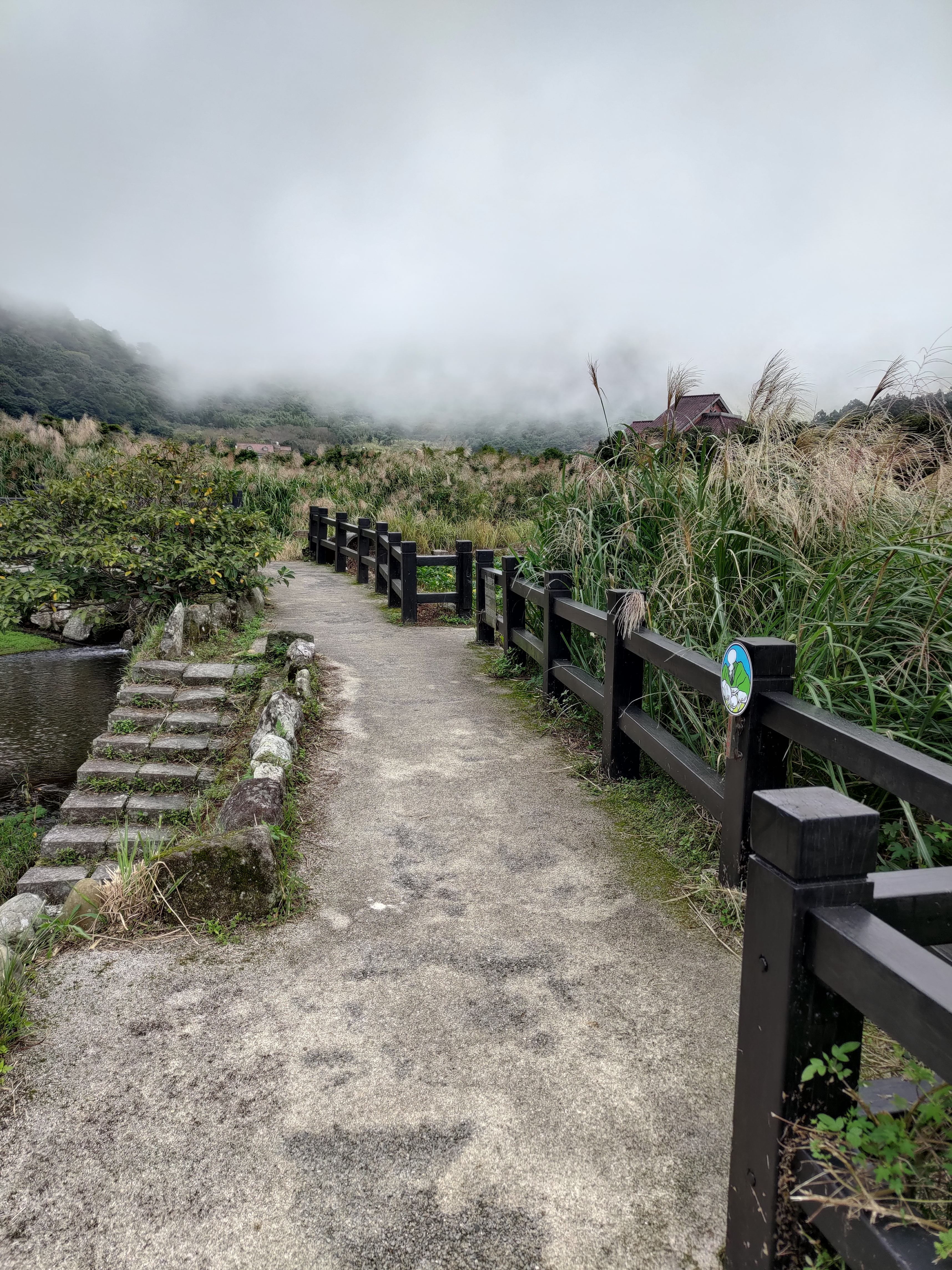
竹子湖海芋步道

- 永春寮環狀步道：
  - 永春寮步道
  - 永春寮溪步道：永春寮溪旁
  - 白宮山莊步道：白宮山莊旁
  - 上清宮步道：上清宮旁

- 竹子湖步道群：
  - 湖田國小步道
  - 水車寮步道
  - 海芋環狀步道(東湖段)
  - 陽明溪畔步道
  - 海芋環狀步道(頂湖段)
  - 黑森林步道
  - 海芋環狀步道(下湖段)
  - 芋戀道
  - 海芋環狀步道(水尾段)
  - 青楓步道
  - 猴崁古道

## 七星山系步道
七星山系步道主要包括七星山登山步道、擎天崗周邊步道、坪頂古圳親山步道（以上位於陽明山國家公園範圍內）、天母古道親山步道等：
- 七星山步道

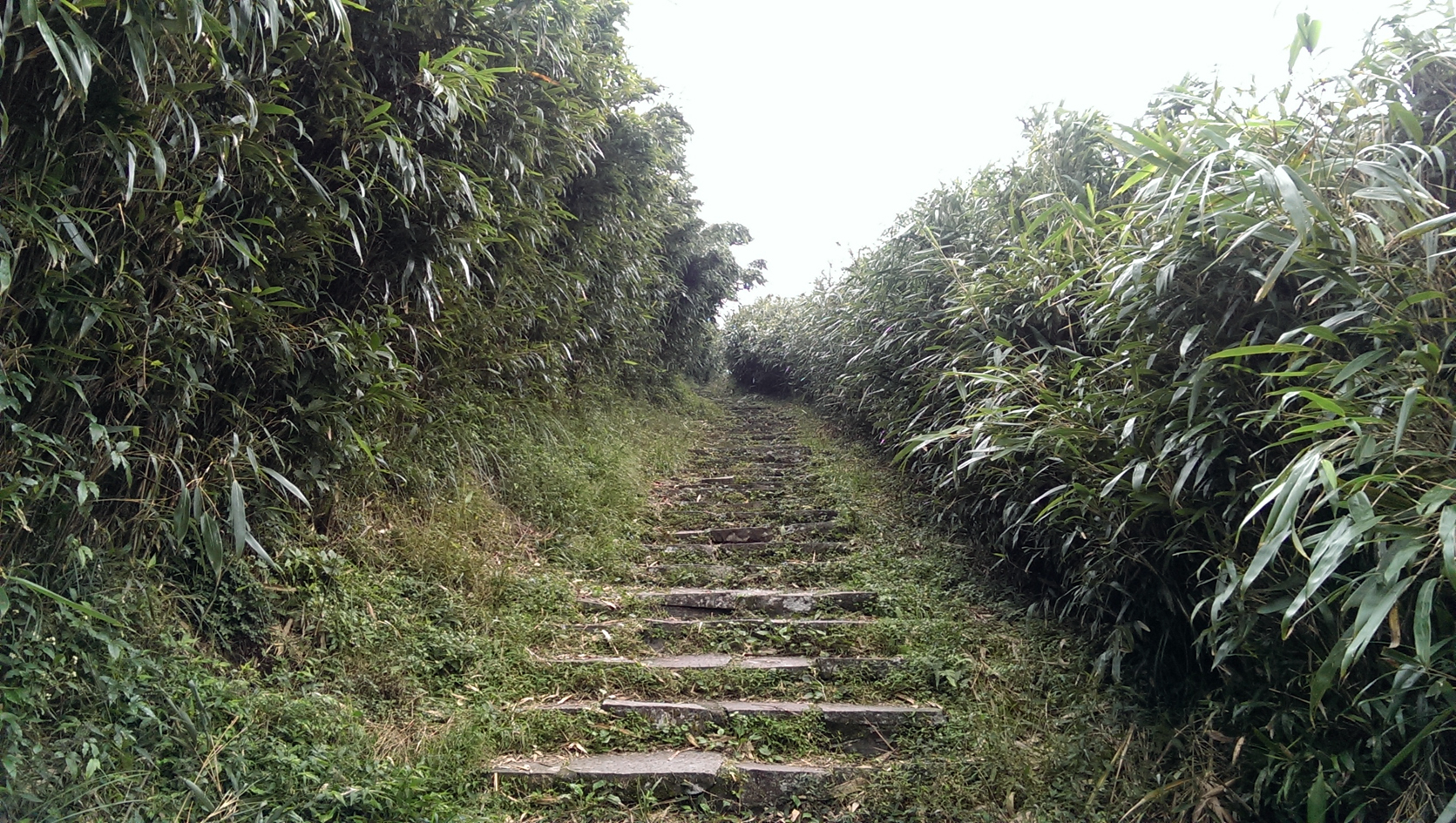
小油坑箭竹林步道

  - 七星山主峰東峰步道(七星山小油坑步道、七星山苗圃步道、七星山冷水坑步道、冷水坑苗圃步道)
  - 環七星山人車分道步道(百拉卡公路段、百拉卡公路—冷水坑段、冷水坑—新園街段、陽金公路段)
  - 紫明溪步道
- 夢幻湖步道
- 紗帽山步道
  - 橫嶺古道

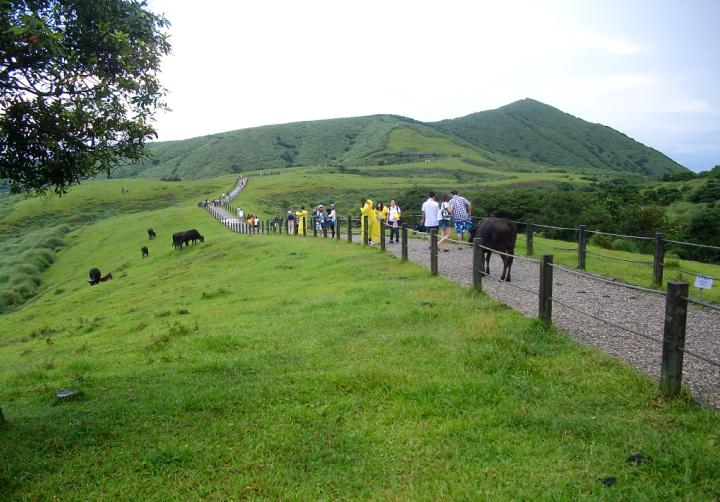
擎天崗環狀步道與遠處的竹篙山

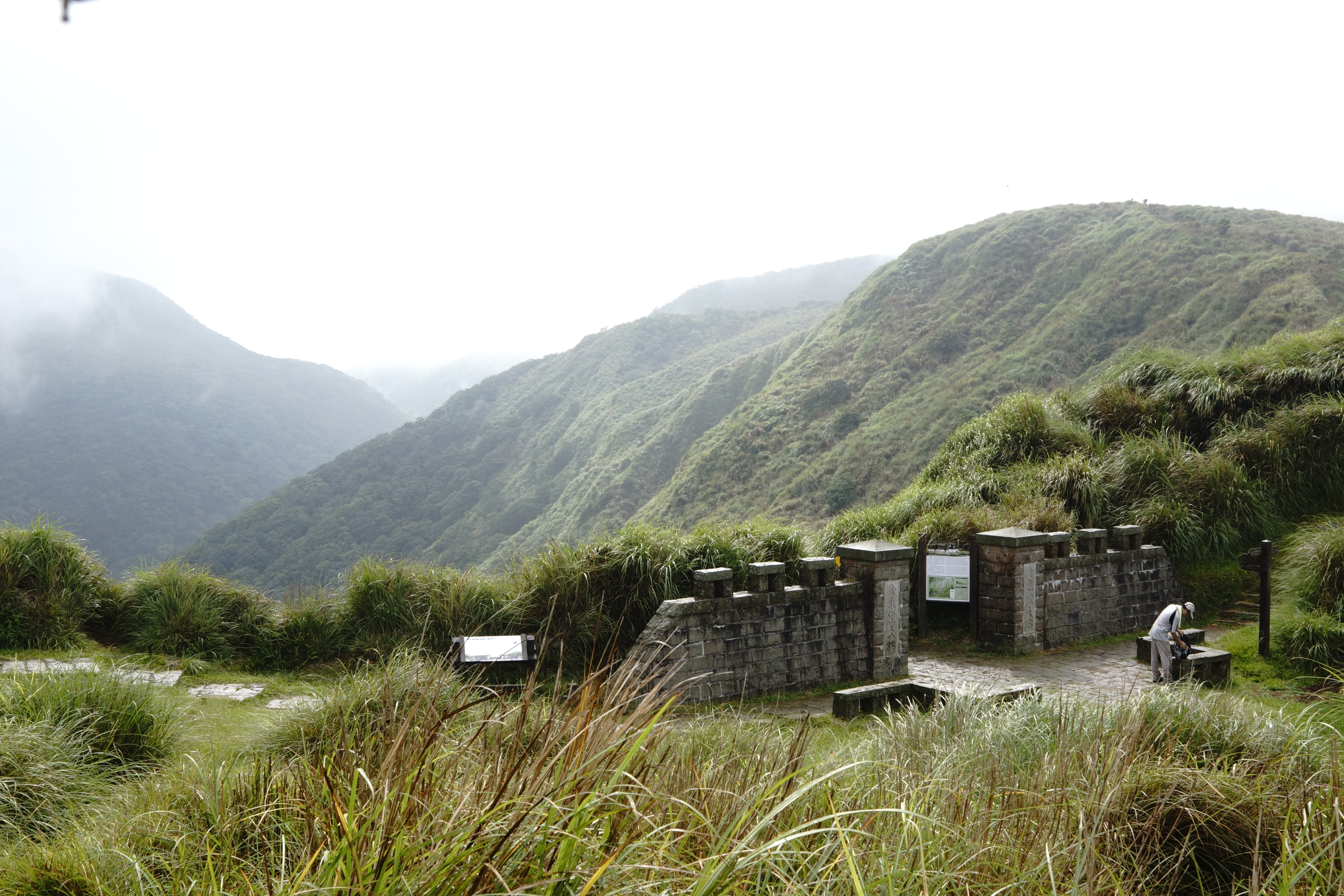
魚路古道—河南勇路/擎天崗環狀步道交會處

- 擎天崗環狀步道：擎天崗—嶺頭喦—金包里城門—竹篙山—擎天崗
- 冷水坑擎天崗步道(冷擎步道)：冷水坑—菁山吊橋—冷水坑生態池—擎天崗
- 頂山石梯嶺步道(風擎步道)：風櫃嘴—頂山—石梯嶺—擎天崗
- 魚路古道/金包里大道：金山、天籟、八煙、上磺溪、擎天崗(北段)；擎天崗、絹絲、士林/天母(南段)
  - 絹絲瀑布步道

- 外雙溪步道群：
  - 竹林步道：公平橋—平菁街
  - 尾崙古圳步道：公平橋—永公路
  - 平菁步道：平菁街—福德宮
  - 簡厝步道：連結簡厝—平溪步道
  - 平溪步道：連結平菁街—至善路
  - 坪頂古圳步道：至善路三段—田尾仔橋—清風亭—接大崎頭步道
  - 大崎頭步道：至善路三段—清風亭—接坪頂古圳

## 五指山系步道
五指山系步道主要包括劍潭山親山步道、大崙頭尾山親山步道、金面山親山步道、忠勇山鯉魚山親山步道、白鷺鷥山、明舉山、康樂山親山步道、新山夢湖登山步道等：
- 劍潭山步道群(圓山風景區三好十美)
  - 三好：好玩步道(親子出遊)、好神步道(廟宇人文)、好美步道(自然景觀)
  - 十美：圓山飯店、藍鵲地景景觀區、林間樂活區、昆蟲之森、崗哨體驗區、繁榮臺北、觀音夕照、老地方、飛羽的家、隧道體驗場

- 大崙頭尾山步道群：大崙頭山步道、大崙尾山步道
- 大崙頭山步道：
  - 大崙頭山步道：大崙頭山—大崙湖
  - 北面步道：大崙頭山—大埤頭
  - 森林木棧步道：大崙頭山—太陽廣場
  - 自然步道：大崙頭山—瞭望台
  - 瞭望台步道：瞭望台旁
  - 碧溪步道：碧山露營區附近，至萬溪右線產業道路的石頭厝，大崙頭尾山分列於兩旁
  - 望獅步道：獅頭山旁，碧溪橋—內雙溪自然中心

- 大崙尾山步道：
  - 南面步道：大崙尾山—內湖路
  - 翠山步道：鄰近翠山街，中社路—大崙尾山山腰—碧溪步道
  - 中社路步道：中社路—大崙尾山
  - 碧山路步道：碧山路—大崙尾山
  - 碧溪步道：碧山露營區附近，至萬溪右線產業道路的石頭厝，大崙頭尾山分列於兩旁

- 金面山步道群

- 忠勇山大溝溪步道群

- 白鷺鷥山康樂山步道群

- 風櫃嘴步道：風櫃嘴—天溪園—聖人橋
- 雙溪溝古道

- 白石湖步道群：
  - 森林步道
  - 許願步道
  - 春秋步道

## 南港山系步道
南港山系步道主要包括更寮古道親山步道、南港山縱走親山步道、象山親山步道、土庫岳登山步道（新北市境內但山頂接近臺北市）、虎山親山步道、麗山橋口親山步道等：
- 南港山步道群：
  - 中華科大步道：中華科大—鞍部
  - 九五峰步道：拇指山—九五峰—鞍部
  - 麗山橋口步道：麗山橋—鞍部
  - 北興宮步道：北興宮—鞍部

- 四獸山步道群(虎山步道、象山步道)
  - 象山步道
  - 獅山步道
  - 豹山步道
  - 虎山步道

- 舊庄步道群

## 二格山系步道
二格山系步道主要包括仙跡岩親山步道、指南宮貓空親山步道、銀河洞越嶺登山步道、指南茶路親山步道、砲子崙越嶺登山步道、二格山登山步道、筆架山越嶺登山步道等：

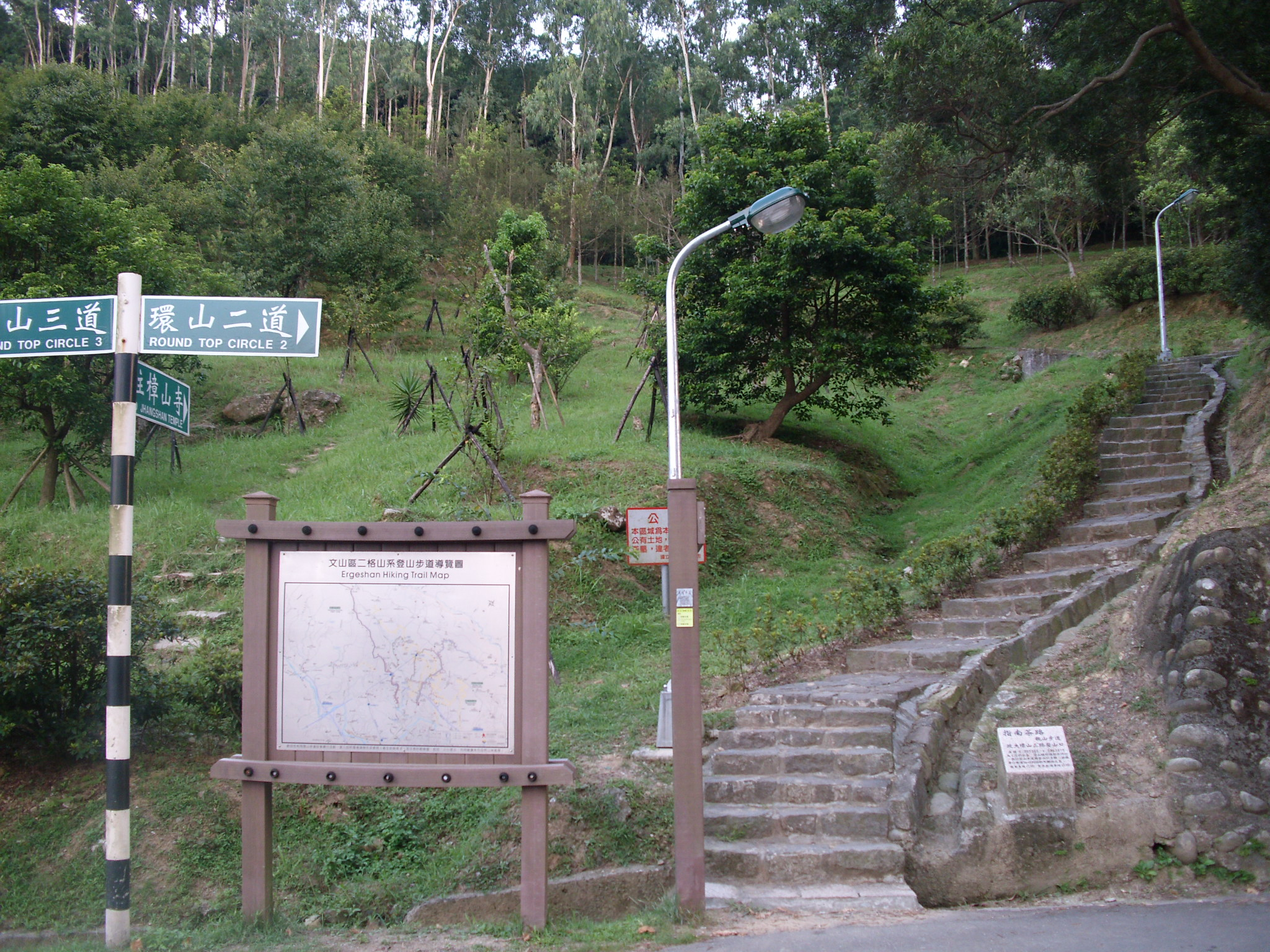
飛龍步道政大後山登山口

- 仙跡岩步道群

- 指南茶香步道群
  - 茶展中心步道
  - 健康步道
  - 壺穴步道

- 貓空步道群
  - 樟樹步道：相思炭窯—彩雲亭—樟山寺
  - 樟湖步道：相思炭窯—(稜線)—樟山寺
  - 待荖坑山步道：待荖坑山—樟湖步道
  - 貓空越嶺步道：貓纜貓空站—稜線
  - 飛龍步道：政大後山—樟山寺
  - 指南國小步道：指南國小—樟山寺
  - 三玄宮步道：指南國小—貓纜貓空站
  - 救千宮步道：老泉街45巷—救千宮—樟山寺
  - 石獅腳步道：指南路三段—樟樹步道老樟的厝

## 其他山區步道
- 芝山岩步道

## 長距離跨步道系統

### 淡蘭古道
淡水廳—六張犁—中埔山步道—糶米公廟—深坑—石碇—坪林—礁溪—噶瑪蘭廳

### 臺北大縱走
- 大臺北大縱走1—5段(北縱走)：關渡—大屯連峰步道—七星山步道—風櫃嘴—大崙頭尾山步道—文間山—劍潭山步道
- 大臺北大縱走第6段(南一段)：南港研究院路—南港山步道—妙高台—土地公嶺—軍功山—中埔山—福州山
- 大臺北大縱走第7段(南二段)：指南路二段(政大前門)—指南宮步道—貓空步道—樟山寺—政大後山

### 陽明山大縱走
- 陽明山東西大縱走：風櫃嘴—頂山石梯嶺步道—竹篙山—七星山步道—大屯山連峰步道—面天山—向天山—清天宮

- 陽明山南北大縱走(魚路古道)：金山天籟—八煙—擎天崗步道—絹絲瀑布步道—士林

### 界寮縱走
界寮縱走：基隆界寮—三界山—開眼尖山—七分寮山—友蚋山—五指山—梅花山—碧山—大崙頭山—大崙尾山—文間山—劍潭山

### 臺北天際線
臺北天際線：《台灣山岳》雜誌第129期黃福森先生提出的長距離健行路線，跨北北基三縣市，部分位於桃園邊界，長度超過250千米。分為10段，分別為
- 1.新店—石碇：經小獅山、樟湖、二格山系、筆架山步道
- 2.石碇—汐止：經皇帝殿、四分尾山、大尖山步道
- 3.汐止—猴硐：基隆聖稜線/五四縱走(經五分山—四分尾山稜線)
- 4.猴硐—基隆：猴雞縱走(小粗坑—紅淡山)
- 5.基隆—內雙溪：界寮縱走東段
- 5—1.內雙溪—士林：界寮縱走西段
- 6.內雙溪—淡水： 陽明山東西大縱走
- 7.淡水—八里—林口：渡淡水河、觀音山稜線步道
- 8.林口—鶯歌：林口、大凍山、鶯歌系統步道
- 9.鶯歌—三峽：經鳶山步道
- 10.三峽—新店：天上山系大縱走

其中僅第1、6及5—1段部分為臺北市步道。

## 外部連結
- 臺北市政府工務局 休閒遊憩主題網 （页面存档备份，存于）
- 陽明山國家公園 步道探訪  （页面存档备份，存于）